# Orloff (vodca)
Orloff é uma vodca brasileira,  elaborada a partir do álcool de cereais. Introduzida na década de 1960 pela Indústria Medelin, foi eventualmente comprada pela Seagram na década de 1970, e desde 2001 é de propriedade da Pernod Ricard. Seu nome é inspirado no diamante Orloff. Em 2004, a marca investiu no lançamento do novo posicionamento, com mudança na garrafa, conceito e campanha publicitária. seu principal publico é de faixa etária de 18 a 25 anos e usa a internet como principal ponto de contato

Na década de 2000, a Orloff introduziu a vodca 5X, destilada no Brasil, com grande esforço de comunicação. A Ogilvy & Mather espalhou o slogan “Orloff. Agora 5x destilada. Encontre a sua essência.” por revistas, mídia exterior e vinhetas na tv a cabo. Os anúncios mostravam o novo design da garrafa, voltado ao público jovem.